# Pontella princeps
Pontella princeps är en kräftdjursart som beskrevs av James Dwight Dana 1849. Pontella princeps ingår i släktet Pontella och familjen Pontellidae. Inga underarter finns listade i Catalogue of Life.